# Wulstlingsverwandte
Die Wulstlingsverwandten (Amanitaceae) sind eine Pilzfamilie aus der Ordnung der Champignonartigen (Agaricales). Die Stellung der Familie wird in der Literatur unterschiedlich dargestellt. Einige Autoren stellen einzelne oder alle Gattungen dieser Familie zu den Dachpilzverwandten (Pluteaceae).

## Merkmale
Die Fruchtkörper der Wulstlingsverwandten sind Blätterpilze oder knollen- bzw. keulenförmig ausgebildet. Das Hymenophor ist als Lamellen oder gekammerte Gleba ausgebildet. Die blätterpilzartigen Formen besitzen ein Velum universale, manchmal auch ein Velum partiale. Das Velum universale kann als Volva oder als Flocken oder Schuppen auf der Huthaut zurückbleiben oder verschleimen. Das Sporenpulver ist weiß bis grünlich, die Sporen sind rundlich, oval oder elliptisch, meist glatt oder feinwarzig, amyloid oder inamyloid.

## Ökologie
In der Familie kommen Saprobionten, Parasiten und Ektomykorrhiza-Bildner vor.

## Systematik
Zu den Wulstlingsverwandten werden sieben Gattungen gestellt:
- Wulstlinge (Amanita) mit ca. 750 Arten
- Catatrama mit zwei Arten
- Leucocortinarius mit der einzigen Art Leucocortinarius bulbiger
- Schleimschirmlinge (Limacella) mit ca. 35 Arten
- Limacellopsis mit zwei Arten
- Saproamanita mit 24 Arten, z. B. Saproamanita foetidissima
- Zhuliangomyces mit sechs Arten